# Salish de l'intérieur
Pour les articles homonymes, voir Salish (homonymie).
L'expression salish de l'intérieur  ou salish du continent (en anglais Interior Salish) fait référence, d'un point de vue linguistique, culturel ou ethnographique, à un sous-groupe de populations amérindiennes salish dont les langues ou dialectes d'origine présentent des caractéristiques communes qui ont entraîné leur classification dans un sous-groupe de langues salish, appelé « langues salish de l'intérieur ». Le mot « intérieur » est utilisé dans le sens géographique par opposition à « salish de la côte » qui concerne la côte des détroits de Géorgie et de Juan de Fuca (qui font partie de l'océan Pacifique).
Le territoire de l'ensemble des populations salish est situé dans le sud de la Colombie-Britannique au Canada et dans le nord des États de Washington, Idaho, et Montana aux États-Unis.

## Nations concernées
Les principales nations indiennes qui font partie du groupe linguistique salish de l'intérieur sont :
- Lillooet
- Shuswap (désormais appelé Secwepemc)
- Thompson (désormais appelé Nlaka'pamux)
- Okanagan du continent
- Cœur d'Alène (désormais appelé Snchitsu’umshtsn)
- Columbian (ou Wenatchi)
- Pend d'Oreilles
- Spokane
- Têtes-Plates